# Марин, Милаймис
Милаймис де ла Каридад Марин Потрилль (исп. Milaimys de la Caridad Marín Potrille; 16 марта 2001) — кубинская спортсменка, борец вольного стиля, бронзовый призёр летних Олимпийских игр 2024 года, победитель Панамериканских игр и Панамериканского чемпионата.

## Карьера
В октябре 2018 года она выиграла Летние юношеские Олимпийские игры в Буэнос-Айресе. 18 сентября 2019 года на чемпионате мира в Нур-Султане в первом круге уступила полячке Дарьи Палинской и выбыла из соревнований. В начале ноября 2019 года на чемпионате мира среди борцов до 23 лет, проходившем в Будапеште, она выиграла золотую медаль в весовой категории до 72 кг. В финале она победила Ван Сяоцянь из Китая.
В марте 2020 года Марин участвовала в квалификационном Панамериканском олимпийском турнире, однако ей не удалось завоевать лицензию на летние Олимпийские игры 2020 года в Токио. В мае 2021 года в Софии на Всемирном олимпийском квалификационном турнире ей также не удалось получить лицензию.
В начале декабря 2021 года Марин в финале Панамериканских юношеских игр в весовой категории до 76 кг, которые прошли в колумбийском Кали победила аргентинку Линду Мачуку, завоевав золотую медаль. В результате чего она получила прямую квалификацию для участия на Панамериканских играх 2023 года в Сантьяго.
В сентябре 2022 года она принимала участие на чемпионате мира в Белграде, где боролась в в весовой категории до 76 кг. Она выиграла свою первую схватку у кореянки в квалификации, а затем в 1/8 финала её победила Анастасию Шустову из Украины.
В конце июня 2023 года Марин завоевала бронзовую медаль в весовой категории до 76 кг на Центральноамериканских и Карибских играх, которые прошли в Сан-Сальвадоре. В сентябре 2023 года на чемпионате мира в Белграде она уступила в схватке за бронзу в весовой категории до 76 кг американке Аделайн Грей, однако в схватке за Олимпийскую лицензию на игры в Париже она победила на туше Каталину Аксенте из Румынии.
В начале ноября 2023 года Марин одержала победу на Панамериканских играх в весовой категории до 76  кг, которые прошли в Сантьяго. В схватке за золотую медаль она победила Татьяну Рентерию из Колумбии.

## Достижения
- Чемпионат мира по борьбе среди спортсменов до 23 лет 2019 — ;
- Панамериканский чемпионат по борьбе 2023 — ;
- Центральноамериканские и Карибские игры 2023 — ;
- Чемпионат мира по борьбе 2023 — 5;
- Панамериканские игры 2023 — ;